# Bathymodiolinae

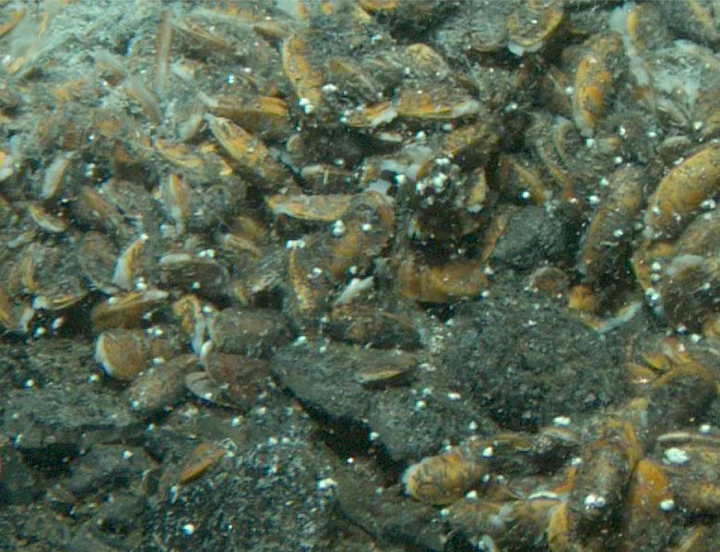
Bathymodiolus thermophilus

Die Bathymodiolinae, auch „Tiefsee-Miesmuscheln“ genannt, sind eine Unterfamilie der Muscheln aus der Ordnung der Mytilida.

## Merkmale
Die gleichklappigen Gehäuse sind klein bis sehr groß. Sie sind im Umriss gerundet keilförmig (mytiliform genannt). Sie sind stark ungleichseitig, Wirbel sitzen nahe dem vorderen Ende des Gehäuses. Das Schloss ist meist ohne Zähne, ein vorderer dysodonter Zahl kann vorhanden sein. Auf den juvenilen Klappen sind noch kleine Zähnchen vor und hinter dem Ligament entwickelt. Das Ligament liegt hinter dem Wirbel. Der hintere Byssusretraktormuskel ist zweigeteilt und produziert zwei getrennte Muskeleindrücke. Hinterer und vorderer Schließmuskel sind annähernd dreieckig und relativ groß.
Die Schale ist meist dünn und zerbrechlich bzw. spröde. Meist ist die Oberfläche glatt, ausgenommen sind Anwachsstreifen. Das Periostrakum ist dünn, glatt oder auch zu Haaren ausgezogen.
Die Tiere sind getrenntgeschlechtlich. Die Kiemen sind filibranch (d. h., die einzelnen Filamente der kammförmigen Kiemen sind untereinander nicht verwachsen, sondern nur durch Cilien verbunden), die inneren und äußeren Fiederhälften sind in etwa gleich lang. Sie sind dick und fleischig und mit symbiontischen Bakterien besetzt. Sie enthalten chemoautrophe schwefeloxidierende und/oder methanophile Bakterien. Die Mundlappen sind kurz. Der Magen ist vergleichsweise klein. Der Darm ist sehr kurz und gerade oder mit einer sehr kurzen Schleife, sehr wahrscheinlich eine Anpassung an die Ernährungsweise. Das Rectum ist vom Ventrikel des Herzens umschlossen. Die Eier sind klein und die Larven haben eine sehr lange planktotrophe Phase.

## Geographische Verbreitung und Lebensweise
Die Arten der Unterfamilie Bathymodiolinae sind inzwischen fast weltweit in abyssalen Meeresbereichen nachgewiesen. Sie besiedeln dort Walstürze, abgesunkenes Holz und Kokosnüsse und abgesunkenen Kelp sowie hydrothermale Quellen (z. B. Schwarze Raucher) und sog. Cold Seeps, untermeerische Austrittsstellen von Kohlenwasserstoffen und anderen Mineralien. Sie leben dort in Symbiose mit chemoautotrophen, Schwefeloxidierenden Bakterien, aber auch mit methanbildenden Bakterien. In manchen Arten kommen sogar beide Typen von Bakterien vor. Der kurze Darm und der kleine Magen, deuten darauf hin, dass die filtrierende Lebensweise von untergeordneter Bedeutung ist. Lang ausgezogene Palpen bei manchen Arten deuten eher darauf hin, dass diese genutzt werden, um Nahrungspartikel einzusammeln.

## Taxonomie
Die Unterfamilie Bathymodiolinae wurde 1985 von Vida Carmen Kenk und Barry R. Wilson vorgeschlagen. Sie war damals noch monotypisch. Heute werden der Unterfamilie auch eine ganze Reihe älterer Gattungen zugewiesen bzw. wurden seither in der Unterfamilie eine ganze Reihe neuer Gattungen aufgestellt.
- Unterfamilie Bathymodiolinae Kenk & Wilson, 1985
  - Adipicola Dautzenberg, 1927
  - Bathymodiolus Kenk & Wilson, 1985
  - Benthomodiolus Dell, 1987
  - Gigantidas von Cosel & Marshall, 2003
  - Idas Jeffreys, 1876
  - Lignomodiolus Thubaut et al., 2013 (nomen nudum)[4]
  - Nypamodiolus  Thubaut et al., 2013 (nomen nudum)[4]
  - Tamu Gustafson, Turner, Lutz & Vrijenhoek, 1998
    - Tamu fisheri Gustafson, Turner, Lutz & Vrijenhoek, 1998

  - Terua Dall, Bartsch & Rehder, 1938
    - Terua arcuatilis (Dell, 1995)
    - Terua crypta Dall, Bartsch & Rehder, 1938
    - Terua pacifica Dall, Bartsch & Rehder, 1938

  - Vulcanidas von Cosel & Marshall, 2010

## Belege